# I округ Парижа
I округ Парижа (фр. Arrondissement du Louvre, Ier arrondissement de Paris) — один із 20 округів (arrondissements) столиці Франції.
Округ розташований переважно на правому березі Сени, хоча охоплює західну частину Острова Сіте. Це один із найстаріших районів Парижа, острів Сіте свого часу був серцем міста Лютеція, завойованого римлянами у 52 до н. е., а деякі правобережні частини (включаючи квартал Ле-Аль) належить до епохи раннього Середньовіччя.
Цей район є найменш населеним з-поміж усіх, а також один із найменших за площею, що становить 1,826 км². Значна частина площі зайнята музеєм Лувр та палацем Тюїльрі. Інші території переважно зайняті адміністративними будівлями та бізнес-центрами.

## Демографія

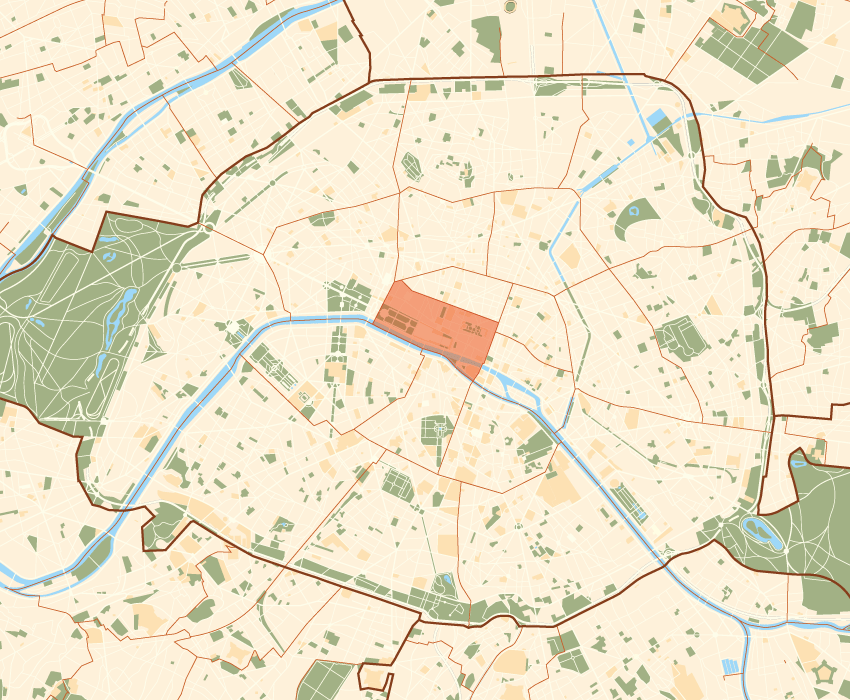
І округ Парижа на карті

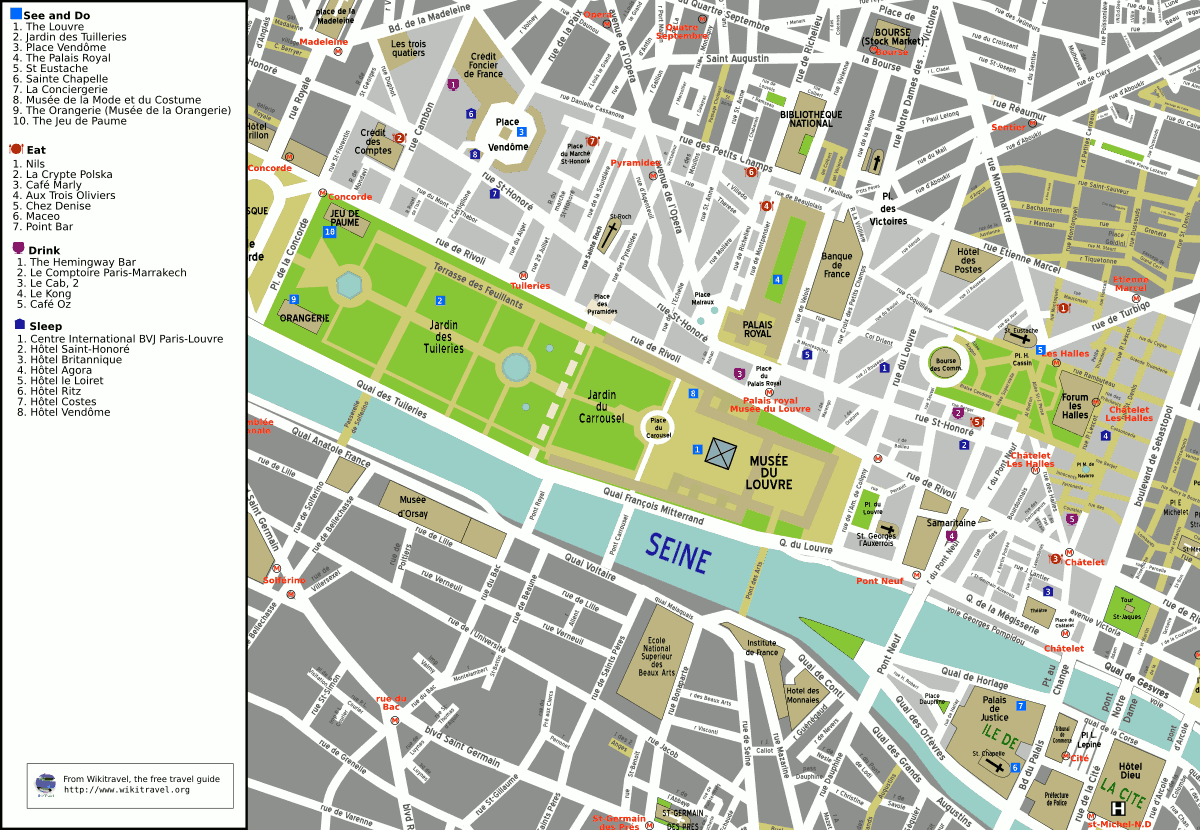
Карта округу

Населення території округу досягло свого піку до адміністративної реорганізації 1860 року. У 1999 воно становило 16 888 осіб за наявності 63 056 робочих місць, через що округ вважається найактивнішим у плані бізнесу після другого, восьмого та дев'ятого.
| Рік (національний перепис) | Населення | Щільність (осіб/км²) | Зростання у порівнянні з попереднім переписом |
| -------------------------- | --------- | -------------------- | --------------------------------------------- |
| 1861 (максимум)            | 89 519    | 48 917               | створений                                     |
| 1866                       | 81 665    | 44 626               | -1,75 %                                       |
| 1872                       | 74 286    | 40 593               | -1,51 %                                       |
| 1936                       | 38 436    |                      |                                               |
| 1954                       | 38 926    | 21 271               | -0,58 %                                       |
| 1962                       | 36 543    | 20 013               | -0,77 %                                       |
| 1968                       | 32 332    | 17 706               | -1,92 %                                       |
| 1975                       | 22 793    | 12 482               | -4,21 %                                       |
| 1982                       | 18 509    | 10 136               | -2,69 %                                       |
| 1990                       | 18 360    | 10 055               | -0,10 %                                       |
| 1999                       | 16 888    | 9 228                | -0,89 %                                       |
| 2006                       | 17 745    | 9 697                | +0,72 %                                       |

Динаміка зміни у 1991—2010 роках:

## Квартали
До складу 1-го округу входять квартали (під номерами 1-4):
| Квартал                            | Населення | Площа (га) | Щільність населення (осіб/км²) |
| ---------------------------------- | --------- | ---------- | ------------------------------ |
| Quartier Saint-Germain-l'Auxerrois | 1 670     | 87,1       | 1 917                          |
| Quartier Les Halles                | 8 980     | 41,2       | 21 796                         |
| Quartier Palais-Royal              | 3 190     | 27,9       | 11 434                         |
| Quartier Place Vendôme             | 3 040     | 27         | 11 259                         |

### Пам'ятки
- Лувр
- Мала тріумфальна арка
- Вандомська колона
- Консьєржері (паризька в'язниця)
- Банк Франції
- Паризька фондова біржа
- Ле-Аль
- Палац Правосуддя
- Музей Оранжері
- Пале-Рояль (Королівський палац)
- Універмаг La Samaritaine (наразі закритий на капітальний ремонт)
- Сент-Шапель
- Новий міст
- Комеді Франсез
- Готель Ріц
- Церква Сент-Есташ

### Парки, площі
- Сад Тюїльрі
- Парк Пале-Рояль
- Площа Шатле
- Вулиця Ріволі
- Вандомська площа
- Площа Дофіна

## Галерея

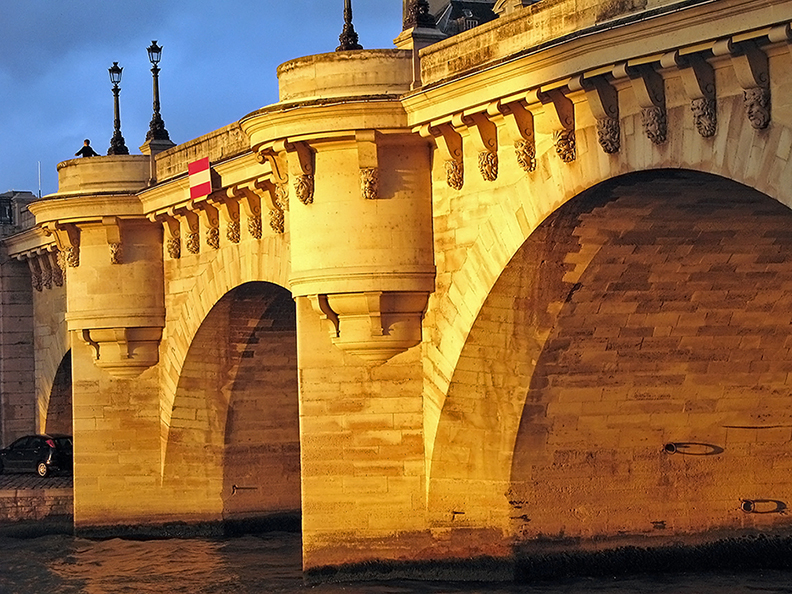
Пон-Неф
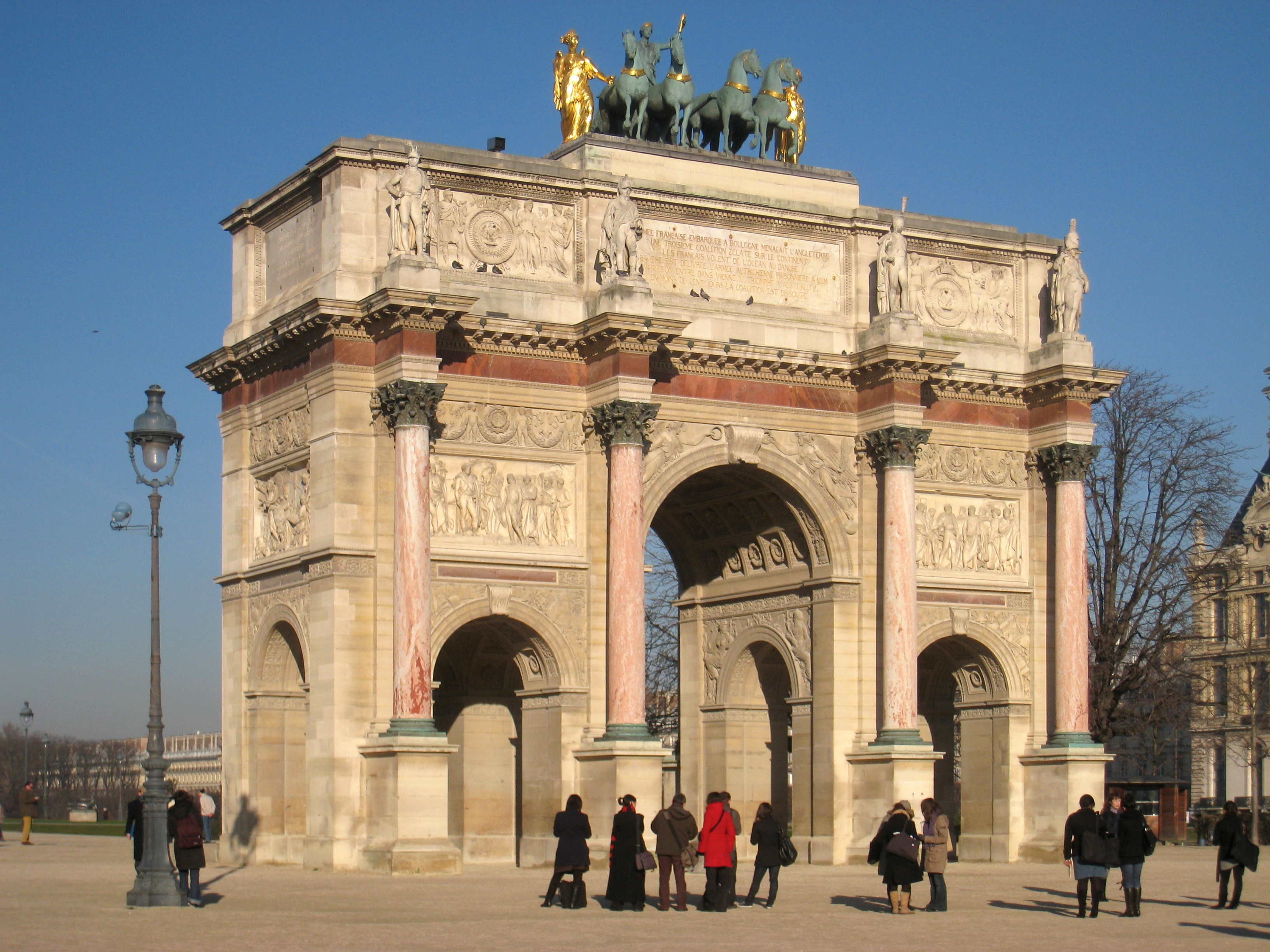
Тріумфальна арка на площі Карузель
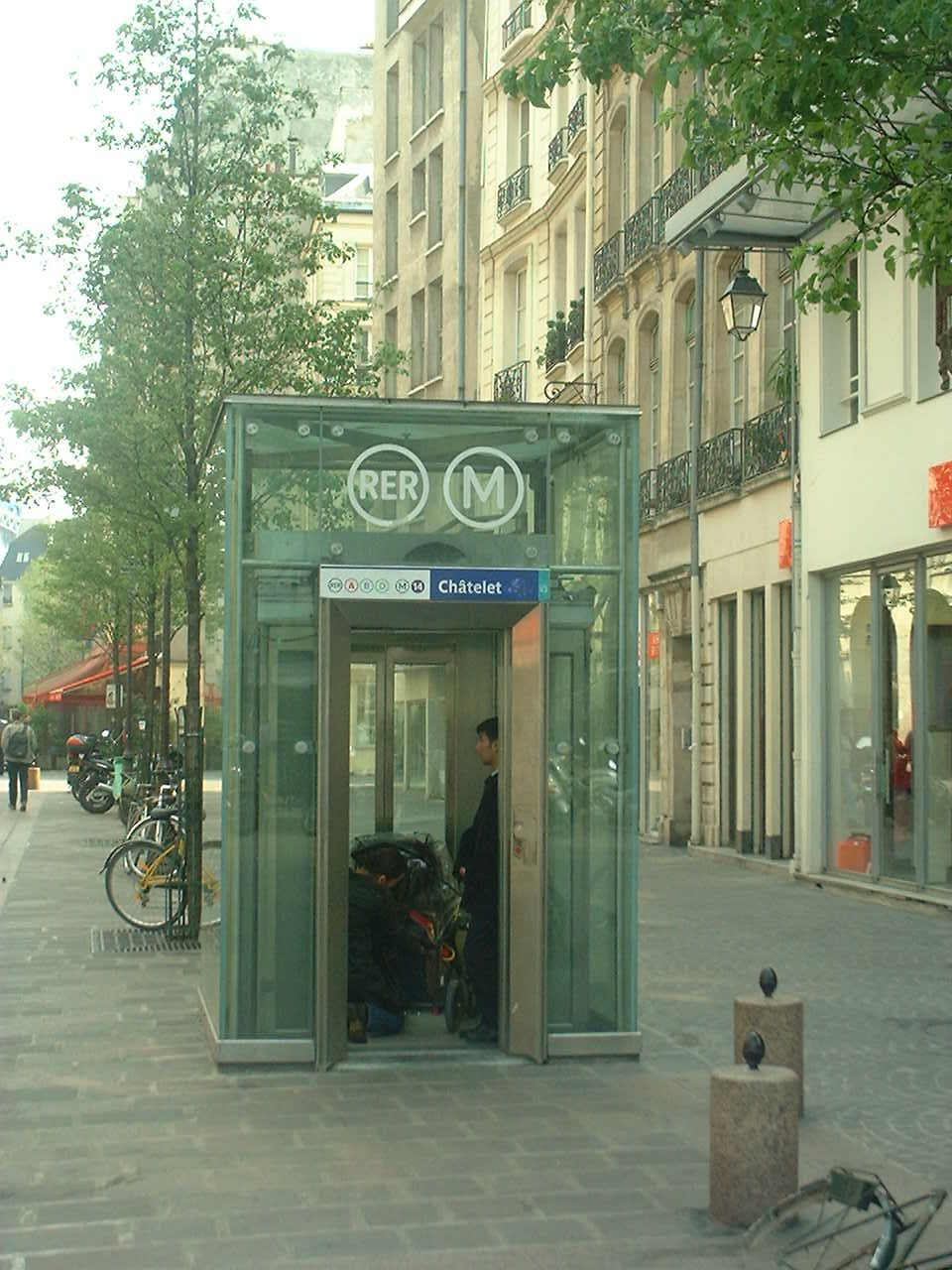
Вхід до станції метро «Шатле»